# エッセン
エッセン（ドイツ語: Essen）は、ドイツ、ノルトライン＝ヴェストファーレン州の都市。人口は約59万人。

## 概要

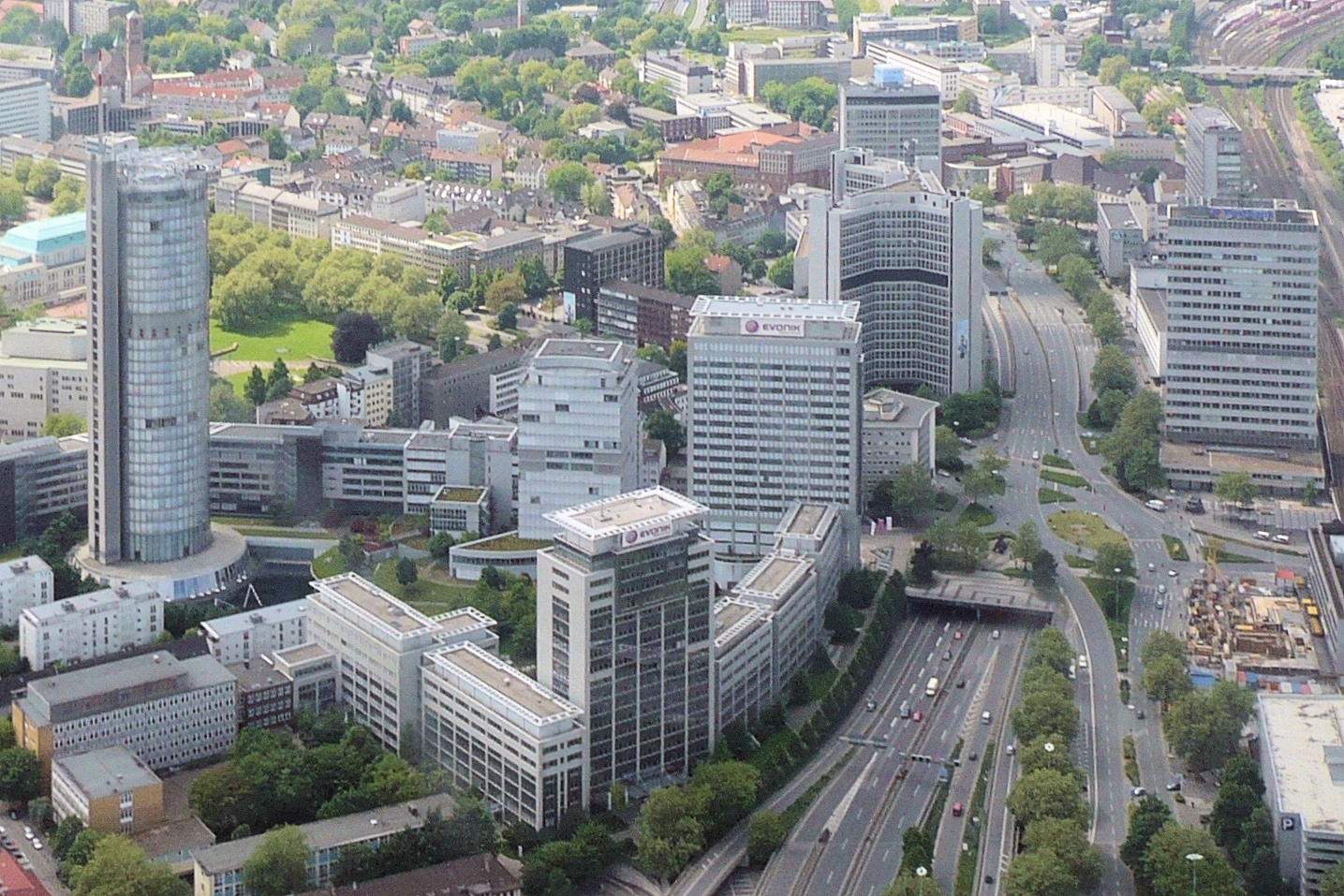
エッセンのスカイライン

東にはボーフム、西にはミュールハイム・アン・デア・ルール、北にはゲルゼンキルヒェンと隣接するが、これらの市は、いずれもかつてルール工業地帯として鉄と石炭工業によって繁栄した都市である。
2010年の欧州文化首都に選ばれている。
地名は、中期低地ドイツ語（Mittelniederdeutsch）ast に古ザクセン語の集合名詞をつくる接尾辞  -thi が付いた Astnithi、Astnide に遡り、「溶解炉の立つ所」（Ort, wo Schmelzöfen stehen）を意味した。今日の表記 Essen は1500年以降の形であるが、それは上記 astと同系の古高ドイツ語 essa に由来する現代のドイツ語 Esse「（溶解）炉」によっている。

## 歴史・文化

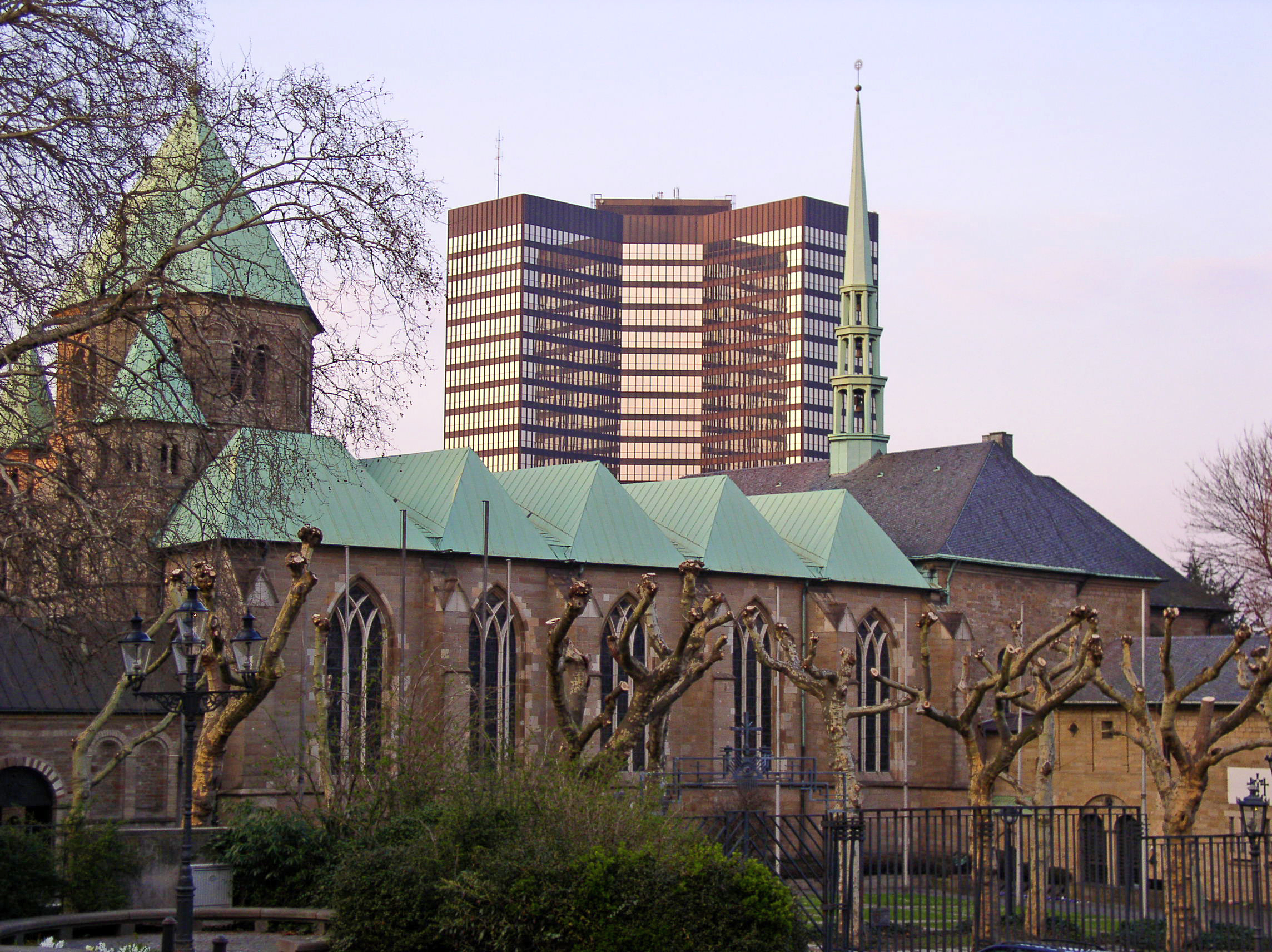
エッセン市成立の基礎となった大聖堂で、背後にエッセン市役所が見える

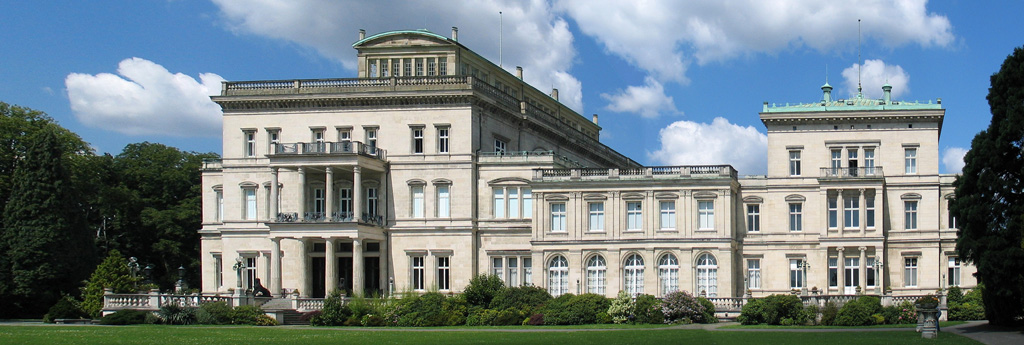
Villa Hügel

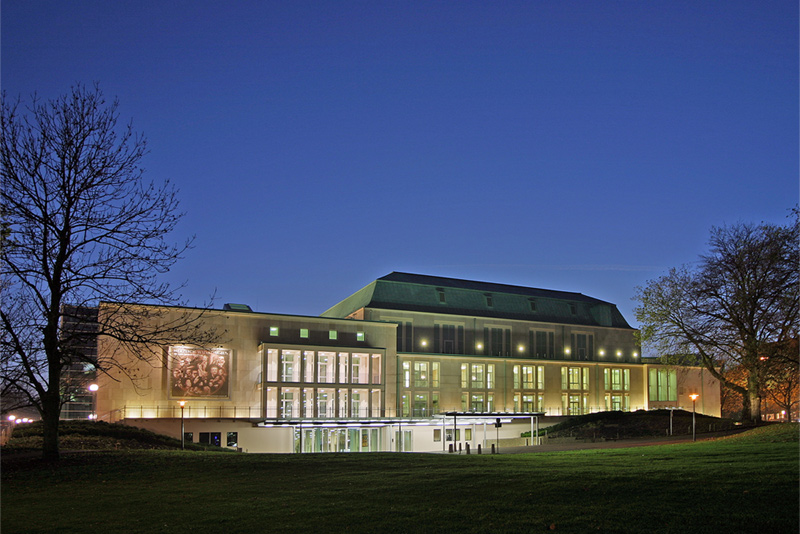
Saalbau

エッセンは、ルール川の近くに850年ごろに成立した。集落形成の核となったのは、貴族の娘たちの施設（Frauenstift Essen）とベネディクト会の修道院（Benediktinerkloster Werden）であった。852年頃にシュティフト教会の建築が始まり、946年の火災後に拡張されたが、1275年に再び火災にあい、ゴシック建築として再建され、1316年頃に大聖堂として落成式を迎えた。第二次世界大戦では、1943年3月5日夜から翌6日にかけての大空襲で大きく破壊され、戦後1951年に再建に着手された。1958年の再建終了により、ここにカトリック教会の司教座が置かれることとなった。これが、都心に建つ大聖堂（ミュンスター）で、大聖堂の聖母像「玉座の聖母」（Thronende Muttergottes）は、木心（もくしん；Holzkern）に金の薄板（Goldblech）を張った彫刻で、ドイツ最古の聖母像の一つとされる（1000年頃）。大聖堂の南側にあるブルク広場は、都心における市民の憩いの場となっている。
集落は1041年市場開催権（Marktrecht）を獲得し、1317年以降記録されている採炭等によって経済的に発展した。1377年 カール4世により帝国直轄（Reichsunmittelbarkeit）を認められたが、3年後には帝国修道院エッセン（Reichsabtei Essen）による都市エッセンに対する統治権（Herrschaft über die Stadt Essen）が確認されている。この頃700 ha弱の土地に約800個の家があった。1563年頃から改革派とルター派の集団が形成された。市参事会は福音派帝国等族（evangelischer Reichsstand）と自称した。1670年 帝国直轄の代わりに女子修道院長の下の政治的・経済的独立を認められた。1803年帝国修道院の世俗化によってエッセンはプロイセンに、1806年/ 1807年から1813年までベルク大公領（Großherzogtum Berg）に、1946年にノルトライン・ヴェストファーレン州に帰属した。
エッセン市は「買物都市」としても有名である。大聖堂の前を通るケトヴィガー通りは、早くも1958年に車を締め出した歩行者空間に模様替えされており、ドイツ初の都心歩行者空間であるとされている。
工業都市としてのエッセンの歩みは、1811年にフリードリッヒ・クルップが鋳鋼工場を設置したことに始まる。エッセンとクルップは発展を続け、1873年にアルフレート・クルップによって建てられた住居兼迎賓館 Villa Hügel は、現在はエッセンの観光名所となっている。また、クルップは市内に多数の社宅も建設している。とくに有名なのが、フリードリヒ・アルフレート・クルップの妻マルガレーテの名を冠したマルガレーテンヘーエである。この住宅地は、マルガレーテの娘ベルタ・クルップが結婚し、グスタフ・クルップをクルップ家に迎えることを祝って建設されたものである。マルガレーテンヘーエは、1906年から1938年にかけ、メッツェンドルフの設計により、約50haの田園都市（職場がないので実際には田園郊外）として建設され、隣接して約50haの森がある。この住宅地も第二次世界大戦で被害を受けたが、当初の形に再建されている。
エッセンの人口は工業化で増加し、東のドルトムント、西のデュースブルクとともに、ルール工業地帯の中心となり、同時にライン・ルール大都市圏の核のひとつとなった。とくに、エッセンは繁栄を極めた鉄鋼業の財閥クルップ家の本拠地として、ルール工業地帯を牽引した。人口は19世紀末の1896年に10万人を超え、その後も周辺町村を合併して成長し、1962年には749,193人に達した。しかし、その後は産業構造の転換もあり、人口が減少することとなった。
ルール工業地帯最盛期の産業遺産として、市北部にツォルフェアアイン炭鉱業遺産群（第12立坑、コークス工場などの鉱業関連建造物群）が存在し、ユネスコ世界遺産に登録されている。2010年の欧州文化首都に選ばれた背景には、この炭鉱業遺産群の存在が大きい。同じくルール工業地帯の施設が残るデュースブルクやドルトムントなどと共に、産業遺産ネットワークとして世界各地から観光客を迎えることとなっている。
国立西洋美術館リニューアルオープン記念「自然と人のダイアローグ」展（2022年6月4日―9月11日）開催に際して同美術館に協力したフォルクヴァング美術館（Museum Folkwang）は、フランス印象派やドイツ表現主義の名画を収集していることで有名である。
ドイツはアナログゲーム（ボードゲーム、カードゲーム）文化が盛んな国であり、世界屈指のボードゲームの市場でもあるが（詳細は「ユーロゲーム」の記事を参照）、エッセンでは毎年10月に世界最大のアナログゲーム見本市であるシュピール（SPIEL、英語のgameと同義）が開催されている。近年は日本からも多数のアナログゲーム企業がブースを出展している。

## 交通
鉄道とアウトバーンが発達しており、周辺都市と結ばれ、同時に国土幹線の一部ともなっている。
市内の交通は、市の子会社であるEvag（エッセン交通会社）が経営する電車とバスの公共交通ネットワークが各地区を結んでいる。その中心となっているのがLRT（ライトレール）で、一部は地下を走る。特筆すべきは、世界初のガイドウェイバスが2ヶ所を走行していることである。1ヶ所はアウトバーンの中央分離帯を走る延長約3.5キロの区間で、もう1ヶ所はLRT廃止跡に設置された長さ1キロの区間である。

## エッセン出身の人物
- ルート・ロイヴェリク（女優）
- イェンス・レーマン（サッカー選手）
- レロイ・サネ（サッカー選手）
- ザーシャ・ゲーペル（俳優）
- トム・エンジェルリッパー（スラッシュメタルバンド・ソドムのベースボーカル）
- アルフリート・ヘーガー（レーシングドライバー）

## 対外関係

### 姉妹都市･提携都市
| - - サンダーランド、イギリス - - タンペレ、フィンランド - - グルノーブル、フランス | - - ニジニ・ノヴゴロド、ロシア - - テルアビブ、イスラエル |

### 友好関係都市
| - - 郡山、日本 |

## 引用
1. ↑  Bevölkerung der Gemeinden Nordrhein-Westfalens am 31. Dezember 2023 – Fortschreibung des Bevölkerungsstandes auf Basis des Zensus vom 9. Mai 2011
2. ↑  Dieter Berger: Duden, geographische Namen in Deutschland: Herkunft und Bedeutung  der Namen von Ländern, Städten, Bergen und Gewässern. Mannheim/Leipzig/Wien/Zürich: Dudenverlag, 1993 (ISBN 3-411-06251-7), S. 95.
3. ↑  Dieter Berger: Duden, geographische Namen in Deutschland: Herkunft und Bedeutung  der Namen von Ländern, Städten, Bergen und Gewässern. Mannheim/Leipzig/Wien/Zürich: Dudenverlag, 1993 (ISBN 3-411-06251-7), S. 94.
4. ↑   Erich Steingräber: Deutsche Plastik der Frühzeit. Königstein im Taunus, Germany: Karl Robert Langewiesche Nachfolger Hans Köster　1962, S. 10 (Text) und S. 21 (Aufnahme) .
5. ↑  Gerhard Köbler: Historisches Lexikon der deutschen Länder. 6. Aufl. München: C.H.Beck 1988 = Darmstadt: Wissenschaftliche Buchgesellschaft 1999, S. 162.
6. ↑  国立西洋美術館リニューアルオープン記念 自然と人のダイアローグ フリードリヒ、モネ、ゴッホからリヒターまで｜国立西洋美術館 (nmwa.go.jp)2022年8月23日閲覧
7. ↑  阿蘇山大噴火 (2023年9月26日). “今年のエッセンシュピールに出展する日本メーカー＆国産ボードゲームのリメイク一覧【9/26加筆】”. BOARD. 2023年12月31日閲覧。
8. ↑  “Evag sucht nach Alternative für Spurbusstrecke in Essen” (ドイツ語).   WAZ紙（2013年7月3日）. 2013年7月4日閲覧。